# Comuna Iablunivka, Bila Țerkva
Iablunivka (în ucraineană Яблунівка) este o comună în raionul Bila Țerkva, regiunea Kiev, Ucraina, formată din satele Iablunivka (reședința) și Mala Skvîrka.

## Demografie
Componența lingvistică a comunei Iablunivka
     Ucraineană (99,41%)
     Alte limbi (0,44%)
Conform recensământului din 2001, majoritatea populației comunei Iablunivka era vorbitoare de ucraineană (99,41%), existând în minoritate și vorbitori de alte limbi.